# An Indian Vestal
An Indian Vestal è un cortometraggio muto del 1911 scritto, diretto e interpretato da Hobart Bosworth. Il film, un western prodotto dalla Selig, aveva come interpreti - oltre a Bosworth - Viola Barry, Major J.A. McGuire, Donald MacDonald, J. Barney Sherry insieme al giovane Jack Conway, marito di Viola Berry e futuro regista di vaglia degli anni trenta e quaranta.

## Produzione
Il film fu prodotto da William Nicholas Selig per la sua compagnia, la Selig Polyscope Company.

## Distribuzione
Distribuito dalla General Film Company, il film - un cortometraggio di una bobina - uscì nelle sale cinematografiche statunitensi il 9 ottobre 1911.